# 厩舎
1. 馬や牛などの家畜を飼う小屋のこと。
2. 競馬において、調教師が管理する施設・組織の総称。以下で述べる。

厩舎（きゅうしゃ）は、元は家畜を飼う小屋のことであるが、転じて、競馬においては、調教師が管理する施設・組織の総称として用いられる言葉である。競走馬と調教師の管理関係を表す際に多く用いられ、例えば「競走馬Aの管理調教師はB」という表現の代わりに「競走馬AはB厩舎所属」という表現が用いられる。馬小屋そのものを指す場合は、馬房という言葉が使われる事が多い。
「厩」が常用漢字に含まれていないため、「きゅう舎」と表記されることがある。

## 厩舎設置場所の種類

### 内厩制
日本の中央競馬においては、厩舎は美浦トレーニングセンター、栗東トレーニングセンター内にある。厩舎には日本中央競馬会(JRA)から前年の厩舎の成績により最大30、最小12の管理馬房が与えられる（いわゆる「メリットシステム制」）。地方競馬においては別にトレーニングセンターを設けそこに厩舎を置く場合もあるが多くは競馬場に併設されている。これらは内厩制と呼ばれ、中央・地方とも厩舎地区への部外者の入場は厳しく制限されており、人間・車両の出入口も限定されさらにゲートや警備員詰所が設置されている。
現在の日本競馬では基本的に内厩制での施設整備が進められ、このように厳重な警備が敷かれている。理由としては、競走の公正確保、すなわち競馬関係者が部外者から不正敗退行為を頼まれることを防止するためと、感染力の高い馬インフルエンザや競走馬にとっては致命的な馬伝染性貧血のような家畜伝染病予防法で規定されている疾病が持ち込まれることを未然に防止するためである。

### 外厩制
内厩制に対して外厩制と呼ばれるものもあるが、日本の競馬で歴史的に見た場合には複数のシステム形態がある。
1. 競馬場内の厩舎地区やトレーニングセンターではなく、競馬場周辺の私有地に厩舎が点在しているシステム。地方競馬の場合、競走馬は競馬場に徒歩や馬運車で通う。
2. レースを自地区の馬のみで行わず、他地区の馬にも開放するシステム。いわゆる「交流競走」がこれにあたるが、全レースを対象にこれが行われている場合、「外厩制」と呼ぶことがある。
3. 南関東公営競馬とホッカイドウ競馬で行われている、競馬場の厩舎に所属した競走馬について、一定の許認可を得た民間の牧場や調教施設で調教を行い、競走当日の競馬場に輸送して出走させる「認定厩舎制度」。
4. 競馬場や主催者が運営するトレセン以外の場所にある主に民間のトレセンの事。3の認定厩舎制度と似ているが、4の場合は一旦競馬場や主催者が運営するトレセンにある厩舎に入厩せねばならず、外部のトレセンから直接競馬場に輸送してレースに向かうことは認められていない。

1.のパターンの外厩は地方競馬では古くから見られたもので、平成期に入っても川崎競馬場の一部厩舎や宇都宮競馬場や名古屋競馬場（弥富トレセン）などで見られたが、川崎の場合は小向トレセンへの集約、宇都宮の場合は競馬場自体の廃止、名古屋の場合は競馬場の移転によって現存していない。今では笠松競馬場（競馬場敷地外に厩舎があり、競馬場へは徒歩で通う）や兵庫県競馬の一部（西脇馬事公苑）や大井競馬場の一部（小林トレセン）などが外厩制を敷いている。これらのケースの「外厩」は、単に厩舎が競馬場内にあるか競馬場外にあるかという違いを指し、内厩との差異もそれほど見られない。
中央競馬では4のような美浦・栗東以外の民間の管理するトレーニングセンターのことを指し、古くはシンボリルドルフがレース出走後オーナー牧場で調整され、次のレースが迫ってからトレセンに入厩していたことで知られている。近年ではノーザンファーム天栄やノーザンファームしがらきに代表される外厩施設にてレース直前まで調整を続け、JRAの規定ギリギリであるレース1週前に美浦・栗東トレセンに入厩する「10日競馬」と呼ばれる調整法も多用されている。2016年のNHKマイルカップを制したメジャーエンブレム、翌年の同レースを制したアエロリット、2018年の三冠牝馬アーモンドアイや同年の菊花賞を制したフィエールマンらがノーザンファーム天栄で調整され、レースの直前に厩舎に戻る、前哨戦を使わないといった新しい調整法で活躍を見せた事で、中央競馬においても「外厩」の存在がレースに大きな影響を与えるファクターとして注目されるようになっている。ただし、地方競馬場で見られる各運営母体の管理する外厩と異なり、直接外厩からレースに向かうことは出来ないため、レース前には所属するトレセンの厩舎に入厩し、当週追い切り等も必ず所属厩舎で行われる。認定厩舎制度が行われている地方競馬でも、認定厩舎以外でのトレセンで調整を行う事例があり、そのような場合は中央競馬同様、一旦競馬場や主催者運営の厩舎に入厩した上でレースに出走させる。
民間の管理する「外厩」から厩舎を経ずに直接レースに出走することが可能な制度が3の「認定厩舎制度」である。認定厩舎に入厩した競走馬は各施設で調教を受け、施設から直接各競馬場のレースに輸送され、レース後も内厩に戻ることなく直接外厩に帰厩する。
2の外厩制は現在は南関地区や東海地区で行われている。高知福山でも一時期行われていたが、福山競馬場の廃止に伴い、現在では行われていない。
厩舎においては調教師の他、厩務員や調教助手が競走馬の管理にあたる。また、調教師と雇用関係を締結した騎手が所属している場合や、養成中の騎手候補生が実地研修を行う場合もある。
なお、国や地域によって内厩・外厩の制度はまちまちで、競馬場・調教場（トレーニングセンター）と厩舎の配置関係も異なる。

## 厩舎設置場所の一覧

### 内厩
- 美浦トレーニングセンター
- 栗東トレーニングセンター

### 外厩
- ノーザンファーム天栄
- 山元トレーニングセンター
- 吉澤ステーブルEAST
- KSトレーニングセンター
- 阿見トレーニングセンター
- 松風馬事センター
- ビッグレットファーム鉾田トレーニングセンター
- ミッドウェイファーム（ダーレー・茨城トレーニングセンター）
- 広瀬ステーブル
- 西山牧場阿見分場
- エスティファーム小見川（NEW ERA）
- ノーザンファームしがらき
- グリーンウッド・トレーニング
- 吉澤ステーブルWEST
- 淡路トレーニングセンター
- 宇治田原優駿ステーブル
- 大山ヒルズ
- 山岡トレーニングセンター
- 名張トレーニングセンター
- チャンピオンヒルズ
- 鈴鹿トレーニングセンター

## 厩舎の開業
かつての中央競馬においては、厩舎を開業するためには調教師免許を取得するだけでなく、一定数の管理馬をあらかじめ確保する必要があった。現在ではトレーニングセンター全体の管理馬馬房数の空きに応じて免許取得者に順次開業が許可される。しかし、開業待ちの調教師の人数に対して定年などで引退する調教師の人数が少ない年もありこの様な時には馬房の空きが不足することがあり、その場合厩舎の開業を数年待たされるケースも発生している。
実例としては河内洋が調教師免許取得から開業まで通常1年のところ、開業を2年待たされたケースがある。

## 歴史
世界最古の厩舎は、古代エジプトの王ラムセス2世が建設したペル・ラムセスで発見されたもので、17,000 m2、460頭を飼育するものだった。